# آبل ۱۳
آبل ۱۳ (انگلیسی: Abell 13) یک سحابی سیاره‌ای نوع ۴ در صورت فلکی شکارچی است. رنگ آن مایل به قرمز است و بسیار کم رنگ است.